# Farsta (postort)
Farsta är en postort i Söderort inom Stockholms kommun samt del av  Huddinge kommun och inrättades 1957. Den omfattade då ett område som tidigare haft postadressen Södertörns Villastad, utökat med stadsdelarna Hökarängen och Sköndal och senare även Fagersjö. Postorten omfattar förutom stadsdelar i Stockholms kommun även Ågesta och Stora Mellansjö i Huddinge kommun. Postnumren ligger i serien 123. 1993 utbröts Sköndal som egen postort. 

## Postkontor
Det har som mest funnits fem postkontor inom postorten.
- Farsta 1, öppnat 1961, brevbäringskontor)
- Farsta 2, (Fagersjö 1961-1990)
- Farsta 3 (1957-1997)
- Farsta 4 (ursprungligen Enskede 8, senare Sköndal)
- Farsta 5 (ursprungligen Hökarängen)

Samtliga nu ersatta av postombud.